# Christoffer Nygaard
Christoffer Nygaard, född 24 mars 1986 i Gentofte, är en dansk racerförare. 

## Racingkarriär
Nygaard började sin racingkarriär med karting. Därifrån gick han vidare med standardvagnsracing i Tyskland. Sedan 2012 tävlar han med GT-vagnar för Aston Martin Racing i FIA World Endurance Championship.
Han är för närvarande testförare hos Koenigsegg.